# Лог (Руше)
Лог (словен. Log) је насељено место у општини Руше, Подравска регија, Словенија.

## Историја
До територијалне реорганизације у Словенији био је у саставу старе општине Руше.

## Становништво
У попису становништва из 2011. године, Лог је имао 370 становника.
| Број становника према пописима | Број становника према пописима | Број становника према пописима |
| ------------------------------ | ------------------------------ | ------------------------------ |
| 1991                           | 2002                           | 2011                           |
| 153                            | 305                            | 370                            |

Напомена: Године 1992. повећано за насеље Врхов Дол, које је укинуто.